# Alphabetische Liste der Asteroiden/O
| Alphabetische Liste der Asteroiden – O |                          |
| Nummer und Name                        | Gruppe / Typ             |
| (374710) ʻOʻo                          | Hauptgürtel              |
| (3083) OAFA                            | Hauptgürtel              |
| (14217) Oaxaca                         | Hauptgürtel              |
| (16563) Ob                             | Hauptgürtel              |
| (21712) Obaid                          | Hauptgürtel              |
| (27740) Obatomoyuki                    | Hauptgürtel              |
| (29402) Obélix                         | Hauptgürtel              |
| (52334) Oberammergau                   | Hauptgürtel              |
| (5489) Oberkochen                      | Hauptgürtel              |
| (9236) Obermair                        | Hauptgürtel              |
| (3275) Oberndorfer                     | Hauptgürtel              |
| (96506) Oberösterreich                 | Hauptgürtel              |
| (6293) Oberpfalz                       | Hauptgürtel              |
| (9253) Oberth                          | Hauptgürtel              |
| (207763) Oberursel                     | Hauptgürtel              |
| (6669) Obi                             | Hauptgürtel              |
| (8471) Obrant                          | Hauptgürtel              |
| (4623) Obraztsova                      | Hauptgürtel              |
| (4901) Ó Briain                        | Hauptgürtel              |
| (21774) O’Brien                        | Hauptgürtel              |
| (3128) Obruchev                        | Hauptgürtel              |
| (99193) Obsfabra                       | Hauptgürtel              |
| (11612) Obu                            | Hauptgürtel              |
| (9914) Obukhova                        | Hauptgürtel              |
| (15870) Obůrka                         | Hauptgürtel              |
| (23238) Ocasio-Cortez                  | Hauptgürtel              |
| (6525) Ocastron                        | Hauptgürtel              |
| (20081) Occhialini                     | Hauptgürtel              |
| (5067) Occidental                      | Hauptgürtel              |
| (224) Oceana                           | Hauptgürtel              |
| (61404) Očenášek                       | Hauptgürtel              |
| (6024) Ochanomizu                      | Hauptgürtel              |
| (20574) Ochinero                       | Hauptgürtel              |
| (7343) Ockeghem                        | Hauptgürtel              |
| (9496) Ockels                          | Hauptgürtel              |
| (475) Ocllo                            | Marsbahnkreuzer          |
| (4927) O’Connell                       | Hauptgürtel              |
| (8357) O’Connor                        | Hauptgürtel              |
| (598) Octavia                          | Hauptgürtel              |
| (58498) Octaviopaz                     | Hauptgürtel              |
| (1144) Oda                             | Hauptgürtel              |
| (9435) Odafukashi                      | Hauptgürtel              |
| (8952) ODAS                            | Hauptgürtel              |
| (156939) Odegard                       | Hauptgürtel              |
| (10948) Odenwald                       | Hauptgürtel              |
| (2606) Odessa                          | Hauptgürtel              |
| (108072) Odifreddi                     | Hauptgürtel              |
| (3989) Odin                            | Hauptgürtel              |
| (2775) Odishaw                         | Hauptgürtel              |
| (552708) Ödmangovender                 | Hauptgürtel              |
| (12749) Odokaigan                      | Hauptgürtel              |
| (4637) Odorico                         | Hauptgürtel              |
| (27239) O’Dorney                       | Hauptgürtel              |
| (1143) Odysseus                        | Jupiter-Trojaner         |
| (9713) Oeax                            | Jupiter-Trojaner         |
| (23995) Oechsle                        | Hauptgürtel              |
| (8602) Oedicnemus                      | Hauptgürtel              |
| (8959) Oenanthe                        | Hauptgürtel              |
| (164585) Oenomaos                      | Jupiter-Trojaner         |
| (215) Oenone                           | Hauptgürtel              |
| (16583) Oersted                        | Hauptgürtel              |
| (16167) Oertli                         | Hauptgürtel              |
| (9825) Oetken                          | Hauptgürtel              |
| (19676) Ofeliaguilar                   | Hauptgürtel              |
| (10820) Offenbach                      | Hauptgürtel              |
| (175259) Offenberger                   | Hauptgürtel              |
| (7639) Offutt                          | Hauptgürtel              |
| (17051) Oflynn                         | Hauptgürtel              |
| (63897) Ofunato                        | Hauptgürtel              |
| (5158) Ogarev                          | Hauptgürtel              |
| (10169) Ogasawara                      | Hauptgürtel              |
| (12221) Ogatakoan                      | Hauptgürtel              |
| (6389) Ogawa                           | Hauptgürtel              |
| (120735) Ogawakiyoshi                  | Hauptgürtel              |
| (14315) Ogawamachi                     | Hauptgürtel              |
| (23980) Ogden                          | Hauptgürtel              |
| (28127) Ogden-Stenerson                | Hauptgürtel              |
| (14116) Ogea                           | Hauptgürtel              |
| (7476) Ogilsbie                        | Hauptgürtel              |
| (3973) Ogilvie                         | Hauptgürtel              |
| (4013) Ogiria                          | Hauptgürtel              |
| (7955) Ogiwara                         | Hauptgürtel              |
| (189011) Ogmios                        | Amor-Typ                 |
| (14998) Ogosemachi                     | Hauptgürtel              |
| (33056) Ogunimachi                     | Hauptgürtel              |
| (31105) Oguniyamagata                  | Hauptgürtel              |
| (1259) Ógyalla                         | Hauptgürtel              |
| (4675) Ohboke                          | Hauptgürtel              |
| (5970) Ohdohrikouen                    | Hauptgürtel              |
| (2351) O’Higgins                       | Hauptgürtel              |
| (439) Ohio                             | Hauptgürtel              |
| (65716) Ohkinohama                     | Hauptgürtel              |
| (7898) Ohkuma                          | Hauptgürtel              |
| (24750) Ohm                            | Hauptgürtel              |
| (15469) Ohmura                         | Hauptgürtel              |
| (9062) Ohnishi                         | Hauptgürtel              |
| (8909) Ohnishitaka                     | Hauptgürtel              |
| (5180) Ohno                            | Hauptgürtel              |
| (4801) Ohře                            | Hauptgürtel              |
| (61189) Ohsadaharu                     | Hauptgürtel              |
| (3626) Ohsaki                          | Hauptgürtel              |
| (12479) Ohshimaosamu                   | Hauptgürtel              |
| (8912) Ohshimatake                     | Hauptgürtel              |
| (8733) Ohsugi                          | Hauptgürtel              |
| (5868) Ohta                            | Hauptgürtel              |
| (2960) Ohtaki                          | Hauptgürtel              |
| (10138) Ohtanihiroshi                  | Hauptgürtel              |
| (13640) Ohtateruaki                    | Hauptgürtel              |
| (7526) Ohtsuka                         | Hauptgürtel              |
| (14922) Ohyama                         | Hauptgürtel              |
| (110293) Oia                           | Hauptgürtel              |
| (192220) Oicles                        | Jupiter-Trojaner         |
| (2667) Oikawa                          | Hauptgürtel              |
| (9907) Oileus                          | Jupiter-Trojaner         |
| (58096) Oineus                         | Jupiter-Trojaner         |
| (31087) Oirase                         | Hauptgürtel              |
| (3843) OISCA                           | Hauptgürtel              |
| (3379) Oishi                           | Hauptgürtel              |
| (42516) Oistrach                       | Hauptgürtel              |
| (16407) Oiunskij                       | Hauptgürtel              |
| (4458) Oizumi                          | Hauptgürtel              |
| (5080) Oja                             | Hauptgürtel              |
| (3565) Ojima                           | Hauptgürtel              |
| (16494) Oka                            | Hauptgürtel              |
| (6737) Okabayashi                      | Hauptgürtel              |
| (22951) Okabekazuko                    | Hauptgürtel              |
| (8416) Okada                           | Hauptgürtel              |
| (9650) Okadaira                        | Hauptgürtel              |
| (4156) Okadanoboru                     | Hauptgürtel              |
| (23742) Okadatatsuaki                  | Hauptgürtel              |
| (6244) Okamoto                         | Hauptgürtel              |
| (4505) Okamura                         | Hauptgürtel              |
| (9845) Okamuraosamu                    | Hauptgürtel              |
| (12439) Okasaki                        | Hauptgürtel              |
| (30184) Okasinski                      | Hauptgürtel              |
| (36782) Okauchitakashige               | Hauptgürtel              |
| (1701) Okavango                        | Hauptgürtel              |
| (2084) Okayama                         | Hauptgürtel              |
| (6585) O’Keefe                         | Marsbahnkreuzer          |
| (8188) Okegaya                         | Hauptgürtel              |
| (149831) Okeke                         | Hauptgürtel              |
| (46563) Oken                           | Hauptgürtel              |
| (4042) Okhotsk                         | Hauptgürtel              |
| (8062) Okhotsymskij                    | Hauptgürtel              |
| (377144) Okietexj                      | Hauptgürtel              |
| (8428) Okiko                           | Hauptgürtel              |
| (10916) Okina-Ouna                     | Hauptgürtel              |
| (13188) Okinawa                        | Hauptgürtel              |
| (30888) Okitsumisaki                   | Hauptgürtel              |
| (13688) Oklahoma                       | Hauptgürtel              |
| (6838) Okuda                           | Hauptgürtel              |
| (23775) Okudaira                       | Hauptgürtel              |
| (3149) Okudzhava                       | Hauptgürtel              |
| (5174) Okugi                           | Hauptgürtel              |
| (12810) Okumiomote                     | Hauptgürtel              |
| (10990) Okunev                         | Hauptgürtel              |
| (7769) Okuni                           | Hauptgürtel              |
| (11288) Okunohosomichi                 | Hauptgürtel              |
| (11959) Okunokeno                      | Hauptgürtel              |
| (5125) Okushiri                        | Hauptgürtel              |
| (5142) Okutama                         | Hauptgürtel              |
| (52872) Okyrhoe                        | Zentaur                  |
| (7242) Okyudo                          | Hauptgürtel              |
| (445917) Ola                           | Hauptgürtel              |
| (44479) Oláheszter                     | Hauptgürtel              |
| (11935) Olakarlsson                    | Hauptgürtel              |
| (18984) Olathe                         | Hauptgürtel              |
| (8869) Olausgutho                      | Hauptgürtel              |
| (2454) Olaus Magnus                    | Hauptgürtel              |
| (1002) Olbersia                        | Hauptgürtel              |
| (5656) Oldfield                        | Hauptgürtel              |
| (10515) Old Joe                        | Hauptgürtel              |
| (9242) Olea                            | Hauptgürtel              |
| (28592) O’Leary                        | Hauptgürtel              |
| (7726) Olegbykov                       | Hauptgürtel              |
| (19127) Olegefremov                    | Marsbahnkreuzer          |
| (3501) Olegiya                         | Hauptgürtel              |
| (15702) Olegkotov                      | Hauptgürtel              |
| (278200) Olegpopov                     | Hauptgürtel              |
| (305287) Olegyankov                    | Hauptgürtel              |
| (17700) Oleksiygolubov                 | Hauptgürtel              |
| (2897) Ole Römer                       | Hauptgürtel              |
| (2438) Oleshko                         | Hauptgürtel              |
| (217420) Olevsk                        | Hauptgürtel              |
| (251449) Olexakorol’                   | Hauptgürtel              |
| (26505) Olextokarev                    | Hauptgürtel              |
| (9034) Oleyuria                        | Hauptgürtel              |
| (304) Olga                             | Hauptgürtel              |
| (21661) Olgagermani                    | Hauptgürtel              |
| (207695) Olgakopyl                     | Hauptgürtel              |
| (16402) Olgapopova                     | Hauptgürtel              |
| (24637) Ol’gusha                       | Hauptgürtel              |
| (9684) Olieslagers                     | Hauptgürtel              |
| (14972) Olihainaut                     | Hauptgürtel              |
| (12138) Olinwilson                     | Hauptgürtel              |
| (33452) Olivebryan                     | Hauptgürtel              |
| (102234) Olivebyrne                    | Hauptgürtel              |
| (2177) Oliver                          | Hauptgürtel              |
| (44216) Olivercabasa                   | Hauptgürtel              |
| (12166) Oliverherrmann                 | Hauptgürtel              |
| (10716) Olivermorton                   | Hauptgürtel              |
| (12167) Olivermüller                   | Hauptgürtel              |
| (84928) Oliversacks                    | Hauptgürtel              |
| (129114) Oliverwalthall                | Hauptgürtel              |
| (835) Olivia                           | Hauptgürtel              |
| (129082) Oliviabillett                 | Hauptgürtel              |
| (24129) Oliviahu                       | Hauptgürtel              |
| (27593) Oliviamarie                    | Hauptgürtel              |
| (25801) Oliviaschwob                   | Hauptgürtel              |
| (2201) Oljato                          | Apollo-Typ               |
| (5608) Olmos                           | Hauptgürtel              |
| (3287) Olmstead                        | Marsbahnkreuzer          |
| (8697) Olofsson                        | Hauptgürtel              |
| (30564) Olomouc                        | Hauptgürtel              |
| (13411) OLRAP                          | Hauptgürtel              |
| (2310) Olshaniya                       | Hauptgürtel              |
| (5166) Olson                           | Hauptgürtel              |
| (582) Olympia                          | Hauptgürtel              |
| (1022) Olympiada                       | Hauptgürtel              |
| (3095) Omarkhayyam                     | Hauptgürtel              |
| (24517) Omattage                       | Hauptgürtel              |
| (3637) O’Meara                         | Hauptgürtel              |
| (142091) Omerblaes                     | Hauptgürtel              |
| (28983) Omergranek                     | Hauptgürtel              |
| (35295) Omo                            | Hauptgürtel              |
| (9375) Omodaka                         | Hauptgürtel              |
| (6971) Omogokei                        | Hauptgürtel              |
| (187531) Omorichugakkou                | Hauptgürtel              |
| (3406) Omsk                            | Hauptgürtel              |
| (6569) Ondaatje                        | Amor-Typ                 |
| (16817) Onderlička                     | Hauptgürtel              |
| (7204) Ondřejov                        | Hauptgürtel              |
| (16273) Oneill                         | Hauptgürtel              |
| (289992) Onfray                        | Hauptgürtel              |
| (6987) Onioshidashi                    | Hauptgürtel              |
| (4353) Onizaki                         | Hauptgürtel              |
| (3355) Onizuka                         | Hauptgürtel              |
| (31918) Onkargujral                    | Hauptgürtel              |
| (12868) Onken                          | Hauptgürtel              |
| (5294) Onnetoh                         | Hauptgürtel              |
| (1389) Onnie                           | Hauptgürtel              |
| (31581) Onnink                         | Hauptgürtel              |
| (7678) Onoda                           | Hauptgürtel              |
| (8939) Onodajunjiro                    | Hauptgürtel              |
| (10163) Onomichi                       | Hauptgürtel              |
| (9599) Onotomoko                       | Hauptgürtel              |
| (2330) Ontake                          | Hauptgürtel              |
| (12800) Oobayashiarata                 | Hauptgürtel              |
| (11151) Oodaigahara                    | Hauptgürtel              |
| (8533) Oohira                          | Hauptgürtel              |
| (10627) Ookuninushi                    | Hauptgürtel              |
| (11152) Oomine                         | Marsbahnkreuzer          |
| (2649) Oongaq                          | Hauptgürtel              |
| (1691) Oort                            | Hauptgürtel              |
| (1738) Oosterhoff                      | Hauptgürtel              |
| (23744) Ootsubo                        | Hauptgürtel              |
| (5214) Oozora                          | Hauptgürtel              |
| (5055) Opekushin                       | Hauptgürtel              |
| (52767) Ophelestes                     | Jupiter-Trojaner         |
| (171) Ophelia                          | Hauptgürtel              |
| (2099) Öpik                            | Marsbahnkreuzer          |
| (221917) Opites                        | Jupiter-Trojaner         |
| (136518) Opitz                         | Hauptgürtel              |
| (255) Oppavia                          | Hauptgürtel              |
| (67085) Oppenheimer                    | Hauptgürtel              |
| (1492) Oppolzer                        | Hauptgürtel              |
| (39382) Opportunity                    | Hauptgürtel              |
| (2736) Ops                             | Hauptgürtel              |
| (1195) Orangia                         | Hauptgürtel              |
| (58095) Oranienstein                   | Hauptgürtel              |
| (12151) Oranje-Nassau                  | Hauptgürtel              |
| (127516) Oravetz                       | Hauptgürtel              |
| (11361) Orbinskij                      | Hauptgürtel              |
| (291849) Orchestralondon               | Hauptgürtel              |
| (1080) Orchis                          | Hauptgürtel              |
| (48471) Orchiston                      | Hauptgürtel              |
| (90482) Orcus                          | Transneptunisches Objekt |
| (2406) Orelskaya                       | Hauptgürtel              |
| (22932) Orenbrecher                    | Hauptgürtel              |
| (27709) Orenburg                       | Hauptgürtel              |
| (8982) Oreshek                         | Hauptgürtel              |
| (12576) Oresme                         | Hauptgürtel              |
| (5347) Orestelesca                     | Hauptgürtel              |
| (13475) Orestes                        | Jupiter-Trojaner         |
| (21125) Orff                           | Hauptgürtel              |
| (4540) Oriani                          | Hauptgürtel              |
| (7489) Oribe                           | Hauptgürtel              |
| (11926) Orinoco                        | Hauptgürtel              |
| (701) Oriola                           | Hauptgürtel              |
| (330836) Orius                         | Zentaur                  |
| (11585) Orlandelassus                  | Hauptgürtel              |
| (35324) Orlandi                        | Hauptgürtel              |
| (73199) Orlece                         | Hauptgürtel              |
| (2188) Orlenok                         | Hauptgürtel              |
| (11339) Orlík                          | Hauptgürtel              |
| (2724) Orlov                           | Hauptgürtel              |
| (2517) Orma                            | Hauptgürtel              |
| (350) Ornamenta                        | Hauptgürtel              |
| (17777) Ornicar                        | Hauptgürtel              |
| (6795) Örnsköldsvik                    | Hauptgürtel              |
| (4733) ORO                             | Hauptgürtel              |
| (19224) Orosei                         | Hauptgürtel              |
| (4201) Orosz                           | Hauptgürtel              |
| (9524) O’Rourke                        | Hauptgürtel              |
| (3361) Orpheus                         | Apollo-Typ               |
| (5284) Orsilocus                       | Jupiter-Trojaner         |
| (130158) Orsonjohn                     | Hauptgürtel              |
| (13132) Ortelius                       | Hauptgürtel              |
| (4533) Orth                            | Hauptgürtel              |
| (2329) Orthos                          | Apollo-Typ               |
| (10665) Ortigão                        | Hauptgürtel              |
| (8944) Ortigara                        | Hauptgürtel              |
| (4436) Ortizmoreno                     | Hauptgürtel              |
| (11681) Ortner                         | Hauptgürtel              |
| (551) Ortrud                           | Hauptgürtel              |
| (2043) Ortutay                         | Hauptgürtel              |
| (48482) Oruki                          | Hauptgürtel              |
| (21900) Orus                           | Jupiter-Trojaner         |
| (11246) Orvillewright                  | Hauptgürtel              |
| (11020) Orwell                         | Hauptgürtel              |
| (5823) Oryo                            | Hauptgürtel              |
| (17546) Osadakentaro                   | Hauptgürtel              |
| (7434) Osaka                           | Hauptgürtel              |
| (7140) Osaki                           | Hauptgürtel              |
| (11930) Osamu                          | Hauptgürtel              |
| (19310) Osawa                          | Hauptgürtel              |
| (43889) Osawatakaomi                   | Hauptgürtel              |
| (105222) Oscarsaa                      | Hauptgürtel              |
| (12258) Oscarwilde                     | Hauptgürtel              |
| (96200) Oschin                         | Hauptgürtel              |
| (11515) Oshijyo                        | Hauptgürtel              |
| (5592) Oshima                          | Hauptgürtel              |
| (13569) Oshu                           | Hauptgürtel              |
| (3593) Osip                            | Hauptgürtel              |
| (4986) Osipovia                        | Hauptgürtel              |
| (10259) Osipovyurij                    | Hauptgürtel              |
| (1923) Osiris                          | Hauptgürtel              |
| (1837) Osita                           | Hauptgürtel              |
| (750) Oskar                            | Hauptgürtel              |
| (59389) Oskarvonmiller                 | Hauptgürtel              |
| (28287) Osmanov                        | Hauptgürtel              |
| (7305) Ossakajusto                     | Hauptgürtel              |
| (7584) Ossietzky                       | Hauptgürtel              |
| (59828) Ossikar                        | Hauptgürtel              |
| (1369) Ostanina                        | Hauptgürtel              |
| (5935) Ostankino                       | Hauptgürtel              |
| (7113) Ostapbender                     | Hauptgürtel              |
| (343) Ostara                           | Hauptgürtel              |
| (2525) O’Steen                         | Hauptgürtel              |
| (9471) Ostend                          | Hauptgürtel              |
| (1207) Ostenia                         | Hauptgürtel              |
| (6107) Osterbrock                      | Hauptgürtel              |
| (10815) Östergarn                      | Hauptgürtel              |
| (6797) Östersund                       | Hauptgürtel              |
| (30186) Ostojic                        | Hauptgürtel              |
| (5859) Ostozhenka                      | Hauptgürtel              |
| (8442) Ostralegus                      | Hauptgürtel              |
| (30153) Ostrander                      | Hauptgürtel              |
| (11128) Ostravia                       | Hauptgürtel              |
| (12146) Ostriker                       | Hauptgürtel              |
| (3169) Ostro                           | Hauptgürtel              |
| (2681) Ostrovskij                      | Hauptgürtel              |
| (11844) Ostwald                        | Hauptgürtel              |
| (29427) Oswaldthomas                   | Hauptgürtel              |
| (26283) Oswalt                         | Hauptgürtel              |
| (16406) Oszkiewicz                     | Hauptgürtel              |
| (26127) Otakasakajyo                   | Hauptgürtel              |
| (5975) Otakemayumi                     | Hauptgürtel              |
| (9844) Otani                           | Hauptgürtel              |
| (4491) Otaru                           | Hauptgürtel              |
| (21328) Otashi                         | Hauptgürtel              |
| (7752) Otauchunokai                    | Hauptgürtel              |
| (4405) Otava                           | Hauptgürtel              |
| (4979) Otawara                         | Hauptgürtel              |
| (4840) Otaynang                        | Hauptgürtel              |
| (16644) Otemaedaigaku                  | Hauptgürtel              |
| (1529) Oterma                          | Hauptgürtel              |
| (1126) Otero                           | Hauptgürtel              |
| (913) Otila                            | Hauptgürtel              |
| (21270) Otokar                         | Hauptgürtel              |
| (3911) Otomo                           | Hauptgürtel              |
| (7364) Otonkučera                      | Hauptgürtel              |
| (385571) Otrera                        | Hauptgürtel              |
| (3738) Ots                             | Hauptgürtel              |
| (670) Ottegebe                         | Hauptgürtel              |
| (994) Otthild                          | Hauptgürtel              |
| (22449) Ottijeff                       | Marsbahnkreuzer          |
| (401) Ottilia                          | Hauptgürtel              |
| (128627) Ottmarsheim                   | Hauptgürtel              |
| (2962) Otto                            | Hauptgürtel              |
| (10787) Ottoburkard                    | Hauptgürtel              |
| (10709) Ottofranz                      | Hauptgürtel              |
| (19126) Ottohahn                       | Hauptgürtel              |
| (359103) Ottopiene                     | Hauptgürtel              |
| (2108) Otto Schmidt                    | Hauptgürtel              |
| (35239) Ottoseydl                      | Hauptgürtel              |
| (14468) Ottostern                      | Hauptgürtel              |
| (2227) Otto Struve                     | Hauptgürtel              |
| (6657) Otukyo                          | Hauptgürtel              |
| (5803) Ötzi                            | Hauptgürtel              |
| (399745) Ouchaou                       | Hauptgürtel              |
| (381260) Ouellette                     | Hauptgürtel              |
| (3089) Oujianquan                      | Hauptgürtel              |
| (7463) Oukawamine                      | Hauptgürtel              |
| (1512) Oulu                            | Hauptgürtel              |
| (4644) Oumu                            | Hauptgürtel              |
| (1473) Ounas                           | Hauptgürtel              |
| (22395) Ourakenji                      | Hauptgürtel              |
| (12367) Ourinhos                       | Hauptgürtel              |
| (10771) Ouro Prêto                     | Hauptgürtel              |
| (1396) Outeniqua                       | Hauptgürtel              |
| (8919) Ouyangziyuan                    | Hauptgürtel              |
| (21574) Ouzan                          | Hauptgürtel              |
| (19625) Ovaitt                         | Hauptgürtel              |
| (257261) Ovechkin                      | Hauptgürtel              |
| (67308) Öveges                         | Hauptgürtel              |
| (5038) Overbeek                        | Marsbahnkreuzer          |
| (2800) Ovidius                         | Hauptgürtel              |
| (221073) Ovruch                        | Hauptgürtel              |
| (2648) Owa                             | Hauptgürtel              |
| (13017) Owakenoomi                     | Hauptgürtel              |
| (164792) Owen                          | Hauptgürtel              |
| (15608) Owens                          | Hauptgürtel              |
| (3464) Owensby                         | Hauptgürtel              |
| (9602) Oya                             | Hauptgürtel              |
| (19392) Oyamada                        | Hauptgürtel              |
| (5912) Oyatoshiyuki                    | Hauptgürtel              |
| (10863) Oye                            | Hauptgürtel              |
| (236129) Oysterbay                     | Hauptgürtel              |
| (7358) Oze                             | Amor-Typ                 |
| (6747) Ozegahara                       | Hauptgürtel              |
| (10760) Ozeki                          | Hauptgürtel              |
| (6839) Ozenuma                         | Hauptgürtel              |
| (33471) Ozuna                          | Hauptgürtel              |